# Wazlau Stankewitsch
Wazlau Stankewitsch (lit. Vaclov Stankevič; *   6. August 1954 in Kreva, Rajon Smarhon, Belarussische SSR) ist ein litauischer Diplomat und Politiker, Generalkonsul von Kaliningrad.

## Leben
Ab 1958 lebte er in  Buivydžiai (Rajongemeinde Vilnius). Nach dem Abitur 1971 absolvierte er die Seeschule Klaipėda und von 1978 bis 1984 das Diplomstudium als Ingenieur und von 1985 bis 1991 als Wirtschaftsingenieur am technischen Institut Kaliningrad.
Von 1974 bis 1991 arbeitete er beim Verband „Litrybprom“ und von 1992 bis 2000 bei „Klaipėdos transporto laivynas“ als Vizepräsident.
Von 1997 bis 2000 war er Mitglied im Stadtrat Klaipėda und von 2000 bis 2004 Mitglied im Seimas.
Ab 2000 war er Mitglied der Naujoji sąjunga.

## Auszeichnungen
- Orden Vytautas des Großen, Komandoro didysis kryžius